# Jungle (песня Kiss)
«Jungle» — песня группы Kiss с их студийного альбома 1997 года Carnival of Souls: The Final Sessions. Была также издана отдельным синглом не для продажи — в качестве промосингла с того альбома.
Читатели журнала Metal Edge выбрали «Jungle» «Песней года».

## О песне
«Jungle» — шестой трек с альбома группы Carnival of Souls: The Final Sessions. Песня была написана Полом Стэнли совместно с Брюсом Куликом и Кёртисом Куомо.

## Чарты
| Чарт (1997)                     | Наив. поз. |
| ------------------------------- | ---------- |
| США (Billboard Mainstream Rock) | 8          |